# Котов, Вадим Евгеньевич
Вадим Евгеньевич Котов (род. 1938) — специалист в области информатики и вычислительной техники, член-корреспондент АН СССР (1990), член-корреспондент РАН (1991).

## Биография
Родился 23 июля 1938 года во Владимире.
В 1963 году — окончил факультет электронно-вычислительных устройств и средств автоматизации Московского инженерно-физического института (с 2009 года — Национальный исследовательский ядерный университет «МИФИ»), специальность «вычислительные машины».
С июля 1963 по январь 1964 года — стажёр-исследователь на должности старшего лаборанта Института математики (с Вычислительным центром) Сибирского отделения (СО) АН СССР.
В 1964 году — перешёл на работу в Вычислительный центр Сибирского отделения АН СССР, где прошёл путь от старшего лаборанта до заведующего лабораторией (1976), заведующего отделом вычислительных структур и процессов (1978—1986) и до заместителя директора (1980—1990) Вычислительного центра СО АН СССР.
В 1971 году — защитил кандидатскую диссертацию.
С 1979 года — ведёт преподавательскую деятельность и заведует кафедрой вычислительных систем (с 1987 года) Новосибирского государственного университета.
В 1981 году — защитил докторскую диссертацию.
В 1985 году — присвоено учёное звание профессора.
В 1990 году — избран членом-корреспондентом Академии наук СССР, а в 1991 году — членом-корреспондентом РАН.
С 1990 по 1991 годы — директор Института систем информатики СО АН СССР (сейчас это Институт систем информатики имени А. П. Ершова СО РАН).
В 1992 году — уехал в США, где работает в Западном отделении Университета Карнеги-Меллона в Калифорнии.

## Научная деятельность
Специалист в области информатики и вычислительной техники, в области теории параллельной и распределённой обработки информации и её приложения к разработке программных и вычислительных систем.
Автор трудов по теории параллельной и распределённой обработки информации, программированию, созданию высокопроизводительных ЭВМ.
Предложил и обосновал метод асинхронного параллельного программирования; разработал методы распараллеливания программ; предложил и исследовал алгебры сетей для анализа и синтеза параллельных и распределённых систем и процессов; в рамках предложенных алгебр изучил связь между структурой параллельных систем и их поведением.
В области приложений Котовым разработаны: алгоритмы распараллеливания программ; механизмы описания и реализации параллельных операций над данными сложной структуры и сложных структур управления в параллельных программах; базовый язык параллельного программирования БАРС; архитектура модульной развиваемой вычислительной системы МАРС.
Под его руководством и при непосредственном участии созданы параллельная ЭВМ МАРС-М, семейство 32-разрядных процессоров «Кронос» и многопроцессорная ЭВМ МАРС-Т, рабочая станция Кронос 2.6.WS.
Член Центрального правления Всесоюзного общества информатики и вычислительной техники. Член редколлегий ряда научных журналов.

## Избранные труды[1]
- Введение в теорию схем программ. Новосибирск (1978)
- Алгоритмы, математическое обеспечение и архитектура многопроцессорных вычислительных систем. (1982; в соавт.)
- Элементы параллельного программирования. (1983, в соавт.)
- Сети Петри. (1984)
- Теория схем программ.(1991, в соавт.)

## Награды
- Орден «Знак Почёта» (1982)[1]